# Plaquette op de Oude Kerk

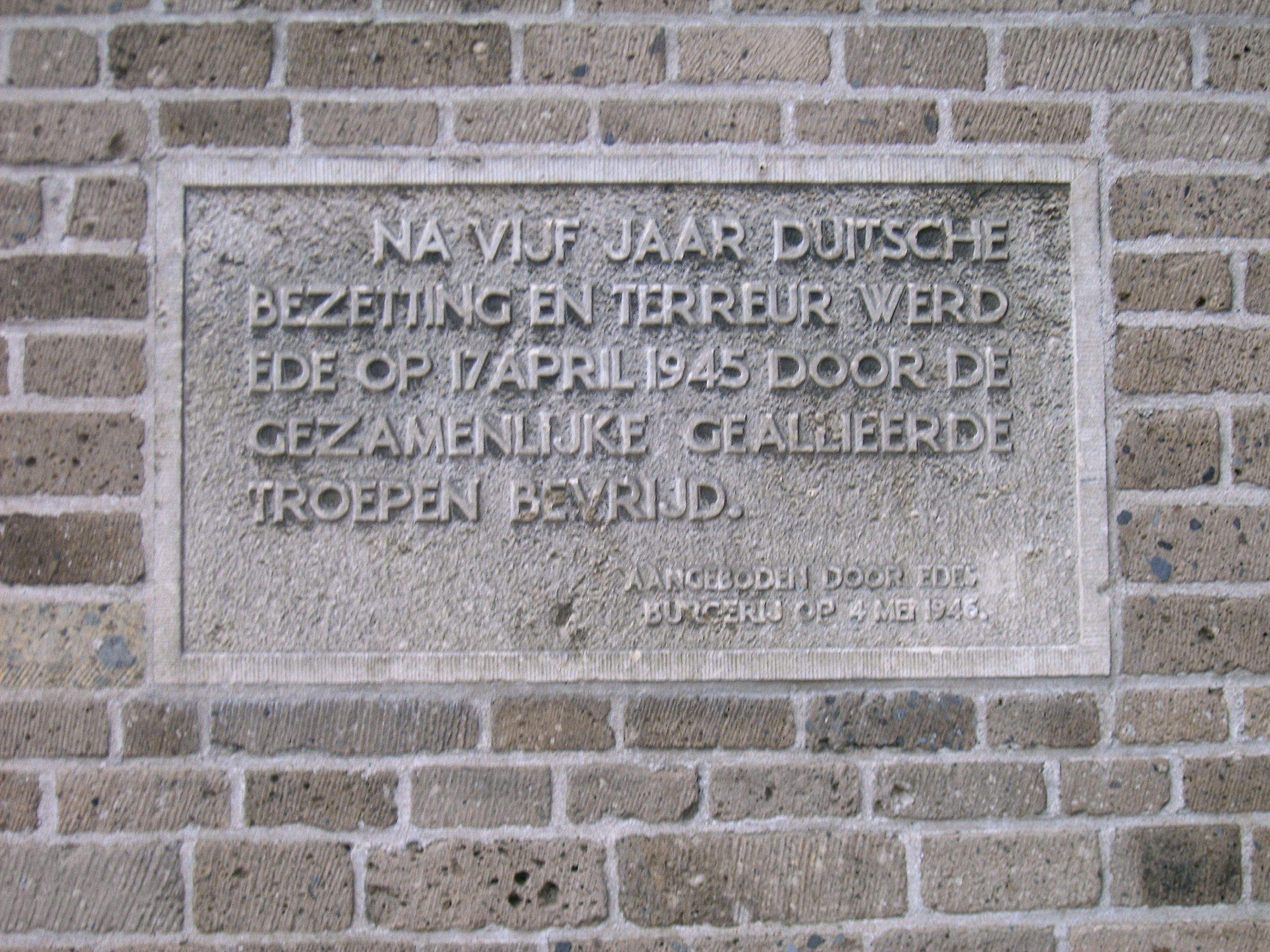
De plaquette op de Oude Kerk

De plaquette op de Oude Kerk is een gedenksteen ter nagedachtenis aan de Tweede Wereldoorlog in de Gelderse plaats Ede.
De granieten steen van 50 bij 70 cm werd in 1946 aangebracht aan de zuidkant van de toren van de Oude Kerk.
Het opschrift luidt:
NA VIJF JAAR DUITSCHE 
BEZETTING EN TERREUR WERD 
EDE OP 17 APRIL 1945 DOOR DE 
GEZAMENLIJKE GEALLIEERDE 
TROEPEN BEVRIJD. 

AANGEBODEN DOOR EDES 
BURGERIJ OP 4 MEI 1946.